# Le Bodéo
Bodéo (bret. Bodeoù) – miejscowość i gmina we Francji, w regionie Bretania, w departamencie Côtes-d’Armor.
Według danych na rok 1990 gminę zamieszkiwało 201 osób, a gęstość zaludnienia wynosiła 20 osób/km² (wśród 1269 gmin Bretanii Bodéo plasuje się na 994. miejscu pod względem liczby ludności, natomiast pod względem powierzchni na miejscu 832.).